# برنارد ن. موران
برنارد ن. موران هو سياسي أمريكي، ولد في 31 يناير 1869، وتوفي في 8 أكتوبر 1940. نشط حزبياً في الحزب الجمهوري. وقد انتخب عضو جمعية ولاية ويسكونسن ‏ وانتخب عضو مجلس ولاية ويسكونسن ‏.